# Mike Adam
Michael B. Adam, detto Mike (Labrador City, 3 giugno 1981), è un giocatore di curling canadese.

## Biografia
Partecipò all'età di 24 anni ai XX Giochi olimpici invernali edizione disputata a Torino, (Italia) nel febbraio del 2006, riuscendo ad ottenere la medaglia d'oro nella squadra britannica con i connazionali Mark Nichols, Russ Howard, Jamie Korab e Brad Gushue.
Nell'edizione la nazionale finlandese ottenne la medaglia d'argento, la statunitense quella di bronzo.